# Ataque a la prisión de Tula
El Ataque a la prisión de Tula ocurrió en la mañana del 1 de diciembre de 2021; cuando un grupo de hombres armados irrumpió a una prisión en Tula de Allende, Hidalgo, dejando como saldos a nueve criminales líberados, resaltando el uso de tres coches bomba durante el atentado.

## Antecedentes
El líder del grupo armado Pueblos Unidos, José Antonio Maldonado Mejía, alías "El Michoacano" fue arrestado el 26 de noviembre del 2021 en la ciudad de Texcoco de Mora, siendo vinculados a delitos como secuestros, extorsiones, homicidios dolosos, robo de hidrocarburos, y el narcomenudeo. El grupo había saltado a la luz pública después de publicar un video donde amenazaba con una "cacería de huachicoleros", esto en el área de Tepetitlán. Su hermano es Mariano Maldonado Mejía, el M1 capturado en 2018 por liderar el grupo de Los Emes, dedicado al secuestro de migrantes en Mexicali, Baja California (al norte del país). Después del ataque al penal, este hombre fue uno reos fugados del penal.
Según las autoridades, Pueblos Unidos es una supuesta reagrupación de los Emes o los Maras, ahora establecidos en la comunidad de La Loma, en Tepetitlán, y refundado como un grupo de autodefensa. Meses antes del ataque, las fuerzas de seguridad ya habían puesto atención a la banda, sobre todo a la rápida expansión del grupo en los municipios aledaños a Ario de Rosales, siendo su principal bastión y una de las principales zonas productoras de aguacate, afectadas por el asedio del CJNG en la región.

### Ataque
El ataque ocurrió a las 4 de la mañana del primero de diciembre cuando un comando armado ingresó al penal ubicado en la colonia Malinche, municipio de Tula. Una vez los pistoleros llegaron al edificio, procedieron a a usar una camioneta con blindaje hechizo como ariete, y haciendo explotar un vehículo en la puerta principal distrayendo a los guardias de la prisión. Según testigos se escucharon varios disparos y explosiones durante el ataque. Tras someter a los guardias, liberaron a "El Michoacano" y otros ocho delincuentes.

Cuando las fuerzas de seguridad locales se movilizaron a la carretera Tula-El Carmen, cerca del Hospital regional, alrededor de las 4:14 de la mañana, los delincuentes arrojaron poncha llantas sobre la carretera, y detonando dos coches bomba, dejando que el grupo de sicarios abandonara exitosamente la prisión. Después del ataque las corporaciones policiales de la región, junto a la Guardia Nacional y el Ejército desplegaron un operativo para tratar de recapturar a los reos fugitivos y al comando que facilitó su evasión, capturando tres reos liberados y otros diez que favorecieron a la fuga hasta el momento. El 16 de diciembre se registra una amenaza de bomba en las inmediaciones del penal de Tula, resultando en una falsa alarma.

## Consecuencias
Nueve internos fueron liberados, incluyendo José Artemio Maldonado Mejía, más conocido como "El Michoacano", un señor de la droga local y cabeza del cártel de Pueblos Unidos. Al día siguiente, la policía mexicana confirmó la recaptura de tres internos y 10 delincuentes implicados en la redada de prisión, siendo capturados tanto en el municipio de Tula, como en el municipio de Texcoco.
Dos agentes fueron heridos, uno un policía municipal y el segundo un guardia, sufriendo heridas leves.
El gobierno de Hidalgo ha lanzado una investigación que apunta para seguir los delincuentes y arrestar a los implicados. Las investigaciones siguen en marcha. Los vehículos usados en el ataque fueron registraron rápidamente por peritos especializados en explosivos, la Fiscalía General de Justicia de la Ciudad de México y la Procuraduría General de Justicia de Hidalgo informó que se estaban recabando entrevistas y peritajes para conocer si quedaban restos de explosivos en los dos vehículo. Después de que se confirmara la fuga de los nueve delincuentes, estados como San Luis Potosí y Querétaro, blindaron sus fronteras con el estado de Hidalgo, esto para evitar el resguardo del comando en sus municipios colindantes. Algunos periodistas mencionaron que este ataque muestra la debilidad de las fuerzas de seguridad en vigilar las prisiones del país, así como la capacidad de que los grupos criminales pudiesen perpetrar ataques a gran escala contra las fuerzas de seguridad.
Los coches bomba rara vez son usados en México; el incidente más notable ocurrió en julio de 2010 en Ciudad Juárez.

### Detenidos
El 23 de diciembre fueron arrestados y vinculados a proceso nueve guardias penitenciarios, esto por su participación en el ataque, así como brindar información al grupo delincuencial sobre los días con menor afluencia de vigilancia. Los familiares de los guardias niegan que hayan tenido relación alguna con el grupo delincuencial y que estos cargos están totalmente fabricados.
No fue hasta el 18 de abril del 2022 cuando es recapturado en la Ciudad de México José Artemio Maldonado Mejía "N", alias "El Michoacano" y otras dos personas, esto gracias a un operativo coordinado entre elementos de la Fiscalía General de Justicia de Michoacán, la Coordinación Nacional Antisecuestros de la Secretaría de Seguridad Pública y Atención Ciudadana de la Ciudad de México (SSPACCM), Centro Nacional de Inteligencia y la Procuraduría General de Justicia del estado de Hidalgo. No fue hasta el 24 de abril fue vinculado a proceso en contra de José Artemio, el Michoacano y/o el Rabias, por su presunta responsabilidad en delitos de secuestro y asesinato.